# Yves Montigny
Yves Montigny, né en 1971 à Baie-Comeau, est le député de la circonscription de René-Lévesque à l'Assemblée nationale du Québec. Il est aussi l'adjoint gouvernemental de la ministre des Transports et de la Mobilité durable.  

## Biographie
Yves Montigny est né en 1971 à Baie-Comeau, sur la Côte-Nord,.  
Il étudie en enseignement au secondaire et passe deux décennies dans le réseau de l’éducation, principalement comme conseiller pédagogique. 
En 2016, il est élu conseiller municipal à la ville de Baie-Comeau. Il en devient ensuite le maire lors des élections municipales québécoises de 2017, et est réélu sans opposition lors des élections municipales québécoises de 2021.  
En juin 2022, il est confirmé candidat de la Coalition avenir Québec dans la circonscription nord-côtière de René-Lévesque pour les élections générales québécoises de 2022. Il est élu député le 3 octobre 2022 et est assermenté le 18 octobre 2022. C'est à ce moment qu'il termine son mandat de maire de Baie-Comeau.  
Il est le frère d'Éric Montigny, conjoint de Marie Grégoire et professeur de sciences politiques à l'Université Laval. 

## Résultats électoraux
|                                                                                               | Nom                     | Parti            | Nombre de voix | %      | Maj.  |
| --------------------------------------------------------------------------------------------- | ----------------------- | ---------------- | -------------- | ------ | ----- |
|                                                                                               | Yves Montigny           | Coalition avenir | 11 377         | 58,9 % | 7 290 |
|                                                                                               | Jeff Dufour Tremblay    | Parti québécois  | 4 087          | 21,2 % | -     |
|                                                                                               | Marie Renée Raymond     | Conservateur     | 1 955          | 10,1 % | -     |
|                                                                                               | Audrey Givern-Héroux    | Québec solidaire | 1 459          | 7,6 %  | -     |
|                                                                                               | Marc Duperron           | Libéral          | 307            | 1,6 %  | -     |
|                                                                                               | Richard Delisle         | Climat Québec    | 82             | 0,4 %  | -     |
|                                                                                               | (Philippe) Gilles Babin | Indépendant      | 42             | 0,2 %  | -     |
| Total                                                                                         | Total                   | Total            | 19 309         | 100 %  |       |
| Le taux de participation lors de l'élection était de 59,9 % et 192 bulletins ont été rejetés. |                         |                  |                |        |       |